# Йожеф Ракоци
Йожеф Ракоци (на унгарски: Rákóczi József) е вторият син на Ференц II Ракоци, владетел на Трансилвания.

## Живот
Роден е на 17 август 1700 г. във Виена в семейството на Ференц II Ракоци и Шарлота Амалия фон Хесен-Ванфрид. По онова време баща му е затворен във Винер Нойщат (на юг от Виена) по обвинения във връзка с кореспонденция с Франция в търсене на подкрепа за извоюването на унгарска независимост. След като Ференц II успява да избяга от затвора и се установява в Полша, неговите синове Йожеф и Дьорди остават във Виена и са възпитани като част от германското благородничество, лоялни към Свещения Римски император. Младият Йожеф дори получава титлата маркиз на Сан Марко, като част от опитите да бъде отделен от неговото семейство и минало.
През 1734 г. баща му Ференц II Ракоци, в изгнание в Родосто под протекциите на султан Махмуд I, му предава титлата херцог на Мукачево. След като получава титлата, Йожеф бяга от Виена и пътува през Рим, Неапол, Париж и Мадрид. След смъртта на баща му Йожеф пристига в Родосто по покана на съратниците на своя баща като пълноправен наследник. През лятото на 1737 година избухва война между Австрия и Османската империя и султанът припознава Йожеф като пълноправен кандидат за короната на Трансилвания. След като силите на Османската империя биват разбити, на 10 ноември 1738 година Йожеф Ракоци умира в русенското село Червена вода.